# Czesław Białek
Czesław Białek (pseud. Kordecki, ur. 18 lipca 1920 w Warszawie, zm. 9 marca 1984 w Poznaniu) – polski duchowny katolicki, jezuita, żołnierz Armii Krajowej, powstaniec warszawski, biolog, działacz opozycji antykomunistycznej i ofiara represji reżimu komunistycznego w Polsce.

## Życiorys
Był synem Piotra i Zofii. W 1932 wstąpił do jezuickiego Małego Seminarium w Łęczycy. W latach 1934–1936 uczył się w gimnazjum jezuickim w Wilnie, od 1936 w nowicjacie jezuitów w Kaliszu, a w 1937 w Pińsku. Ukończył Liceum Humanistyczne jezuitów w Warszawie. Podczas okupacji niemieckiej udzielał pomocy Żydom oraz więźniom niemieckich obozów koncentracyjnych. Studiując nielegalnie filozofię w Nowym Sączu, współorganizował ucieczkę Żydów z tamtejszego getta. Był też organizatorem tajnego nauczania, kolportował nielegalne wydawnictwa, a ostatecznie, jako żołnierz Armii Krajowej walczył w powstaniu warszawskim, gdzie został ciężko raniony. Był członkiem III Obwodu „Waligóra” (na Woli) Warszawskiego Okręgu AK – 2 Rejon (Koło – cmentarze, IV zgrupowanie, oficer wychowawczy-oświatowy).
Święcenia kapłańskie przyjął w 1950 z rąk kardynała Stefana Wyszyńskiego i podjął pracę w Poznaniu, gdzie organizował pomoc dla misji i koordynował  wysyłanie paczek z żywnością i lekami do krajów misyjnych. W latach 1951–1952 był członkiem warszawskiej organizacji podziemnej Wolna Młodzież i pozostawał w kontakcie ze środowiskiem dawnej wileńskiej brygady AK. W 1956 był założycielem przy Wyższej Szkole Rolniczej w Poznaniu Zrzeszenia Studentów Katolików i Studenckiego Komitetu Pomocy Więźniom Politycznym. Zainicjował akcję oddawania krwi dla Węgrów walczących z inwazją sowiecką. Za jego działalność polskie władze komunistyczne trzykrotnie skazały go na więzienie, łącznie na osiem i pół roku, z czego odbył prawie połowę, a w następstwie odnowienia się ran powstańczych amputowano mu nogę. W latach 1953–1955 był więziony w areszcie mokotowskim, w Rawiczu i Wronkach. W latach 1959–1960 w areszcie przy ul. Młyńskiej w Poznaniu. W latach 1967–1968 w więzieniach w Czarnem i Szczecinku. W latach 1956–1967 był stale inwigilowany przez służby komunistyczne, a później również pozostawał obiektem ich zainteresowania. W 1960 ukończył studia na Wydziale Biologii i Nauk o Ziemi Uniwersytetu im. Adama Mickiewicza w Poznaniu, a 1973 doktoryzował się. Od 1974 poruszał się na wózku inwalidzkim. W ostatnich latach swojego życia działał na rzecz ekumenizmu, wspierał NSZZ Solidarność i Ruch Obrony Praw Człowieka i Obywatela oraz angażował się w pomoc dla ofiar stanu wojennego wprowadzonego przez Wojciecha Jaruzelskiego i odwiedzał internowanych (Gębarzewo, Gołdap). Przy poznańskim kościele jezuitów zorganizował bank bezpłatnych leków z darów.
Był członkiem: Polskiego Towarzystwa Antropologicznego, Polskiego Towarzystwa Etnograficznego, Polskiego Towarzystwa Ludoznawczego, współpracownikiem Studium Afrykanistycznego na Uniwersytecie Warszawskim i Komisji Afrykanistycznej przy Instytucie Kultury Materialnej PAN. Był twórcą Katolickiego Ośrodka Pomocy przy Komisji Misyjnej Archidiecezji Poznańskiej (w 1990 przekształcono go w Stowarzyszenie Dzieło Księdza Czesława Białka). Pozostawał też członkiem Komitetu Organizacyjnego Obchodów Poznańskiego Czerwca.

## Publikacje

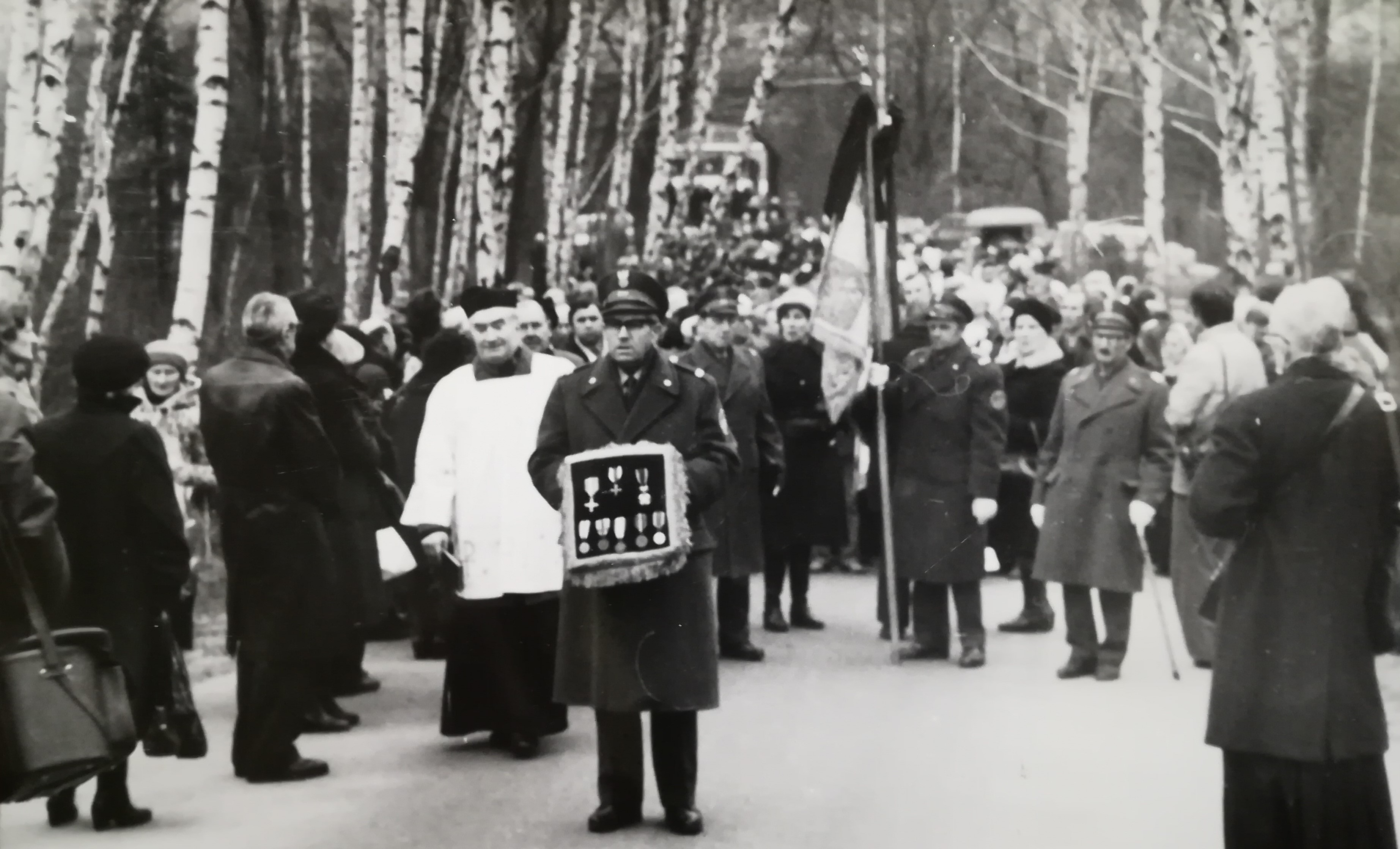
Pogrzeb na cmentarzu Miłostowo

Był autorem m.in. następujących publikacji: 
- Jezuici polscy w Misji Zambeskiej,
- Na ratunek człowiekowi[3].

## Odznaczenia
Odznaczony Krzyżem Walecznych, Krzyżem AK, Srebrnym Krzyżem Zasługi z Mieczami, Warszawskim Krzyżem Powstańczym, srebrną Odznaką Honorową Związku Inwalidów Wojennych, brązowym afrykanistycznym Medalem im. Szolca-Rogozińskiego.